# Виґнанкі
Виґнанкі (пол. Wygnanki) — село в Польщі, у гміні Стара Корниця Лосицького повіту Мазовецького воєводства. Населення — 192 особи (2011).

## Історія
За даними етнографічної експедиції 1869—1870 років під керівництвом Павла Чубинського, у селі проживали лише греко-католики, які розмовляли українською мовою.
У 1975—1998 роках село належало до Білопідляського воєводства.

## Демографія
Демографічна структура станом на 31 березня 2011 року:
|          | Загалом | Допрацездатний вік | Працездатний вік | Постпрацездатний вік |
| -------- | ------- | ------------------ | ---------------- | -------------------- |
| Чоловіки | 106     | 24                 | 74               | 8                    |
| Жінки    | 86      | 24                 | 48               | 14                   |
| Разом    | 192     | 48                 | 122              | 22                   |